# Římskokatolická (termín)
Viz také: Katolická církev, katolicismus a katolická (termín)
Termín římskokatolická (církev), případně římskokatolický..., se používá k odlišení katolické církve a jejích členů v plném společenství s papežem v Římě od ostatních křesťanů, kteří se označují jako „katolíci“. Někdy se také používá k odlišení stoupenců latinské církve a jejího užívání římského ritu od katolíků východních katolických církví. Nejedná se o oficiální název, který by preferoval Svatý stolec nebo biskupové v plném společenství s papežem jako označení své víry nebo instituce.
Výraz „katolická“ je jedním ze čtyř znaků církve uvedených v Nicejském vyznání víry, které je obecně přijímané napříč křesťanskými denominacemi. Katolíci, pravoslavní a východní pravoslavní považují termín „katolická“ za označení jediné institucionální jediné pravé církve, zatímco protestantská ekleziologie jej považuje za označení církve neviditelně označované jako křesťanská církev. Používání výrazu „římská“ nebo „římskokatolická“ k odlišení katolické církve se datuje od středověku.
Po pejorativním anglickém výrazu „papist (česky: papista či papeženec)“, který je v angličtině doložen od roku 1528, se během protestantské reformace začaly v angličtině používat výrazy „Popish Catholic“ a „Romish Catholic“. Od 17. století je „Roman Catholic Church“ používán jako synonymum pro katolickou církev některými anglikány a dalšími protestanty v anglicky mluvících zemích. Katolíci tento výraz používají, aby zdůraznili jedinečné společenství katolické církve s římským biskupem, papežem, který je považován za nástupce svatého Petra.

## Historie termínu v anglicky mluvícím světě
Viz též: Katolická církev#Název
Formulace jako „Svatá římská církev“ nebo „římskokatolická církev“ se vyskytovaly u představitelů katolické církve před i po reformaci  a používají se také v kontextu ekumenického dialogu. První známý výskyt „římskokatolická“ jako synonyma pro „katolickou církev“ byl v komunikaci s Arménskou apoštolskou církví v roce 1208, po schizmatu mezi Východem a Západem. Poslední oficiální magisteriální dokument, v němž bylo použito „římskokatolická církev“, vydal papež Pius XII. v roce 1950.[zdroj?]

### 16. a 17. století

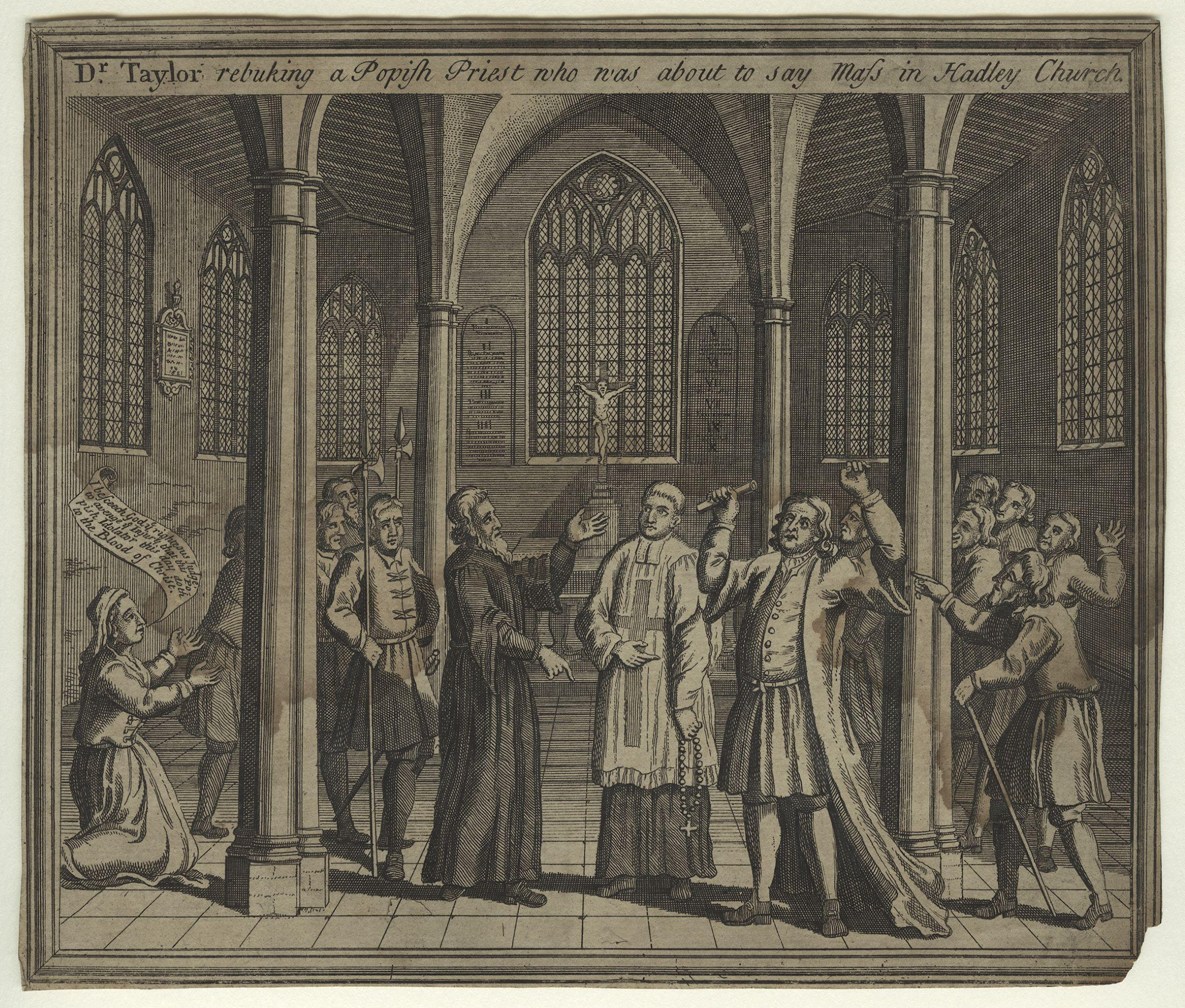
Dřevoryt zobrazující „papežského kněze“, kterého kárá anglický duchovní 16. století Thomas Taylor; Národní galerie, Londýn

Výrazy „římský katolík“ a „římskokatolický“, stejně jako „papežský katolík“, začali v angličtině používat především stoupenci anglikánské církve.
Vláda Alžběty I. Anglické na konci 16. století byla poznamenána konflikty v Irsku. Odpůrci anglické nadvlády uzavírali spojenectví s odpůrci protestantské reformace, takže pojem „římský katolík“ byl v tomto období téměř synonymem pro irskou národnost, i když se toto používání časem výrazně změnilo.
Stejně jako termín „anglikánský“ se termín „římskokatolický“ začal v angličtině široce používat až v 17. století. V 17. století se používaly termíny „Romish Catholic“ i „Roman Catholic“ se používal i v některých oficiálních dokumentech, například v dokumentech týkajících se „španělského zápasu“ ve 20. letech 16. století.[zdroj?]

### 18. a 19. století

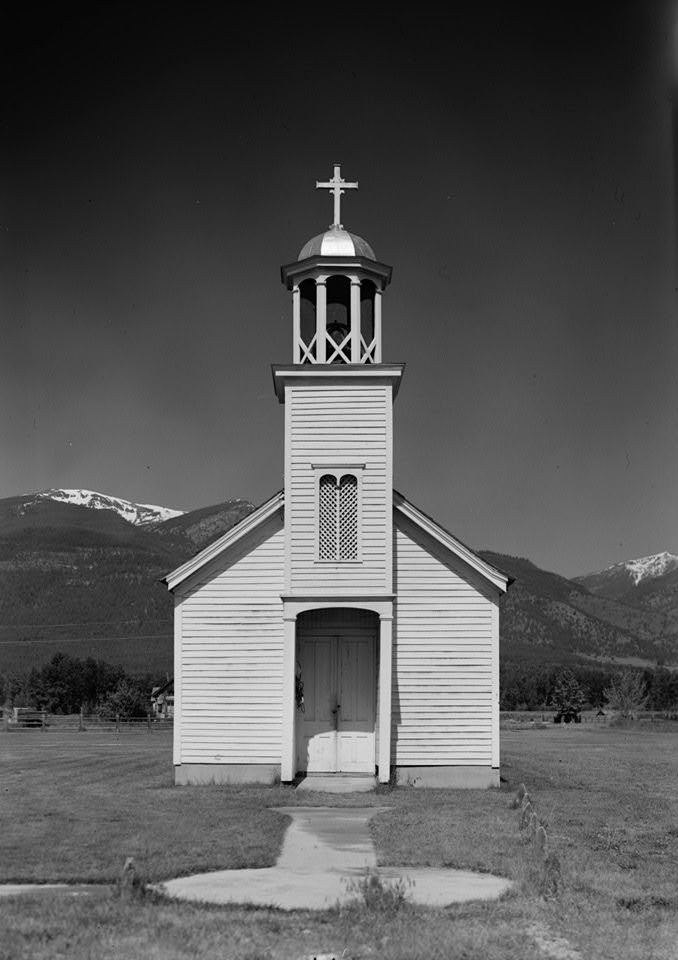
Římskokatolická misie Panny Marie postavená v roce 1866 ve Stevensville v Montaně

V 18. století se v angličtině rozšířilo oficiální i populární používání termínu „Roman Catholic“. Dopis Johna Wesleyho, jednoho ze zakladatelů metodismu, zveřejněný v roce 1749 je adresován „a Roman Catholick“. Až do vlády Jiřího III. byli katolíci v Británii, kteří uznávali papeže jako hlavu církve, v oficiálních dokumentech zpravidla označováni jako „Papists“. V roce 1792 však byla tato frazeologie změněna a v Projevech z trůnu se začal používat termín „římský katolík“.
Na počátku 19. století se pojem „římský katolík“ v anglicky mluvícím světě ustálil. S tím, jak sílilo hnutí, které vedlo k emancipaci katolíků prostřednictvím zákona o pomoci římským katolíkům z roku 1829, začalo mnoho anglikánů a protestantů obecně uznávat, že být římským katolíkem není synonymem neloajality vůči britské koruně. Domnívali se sice, že v minulosti mohlo být označení římský katolík synonymem pro rebela, ale zastávali názor, že do té doby svědčilo o loajalitě stejně jako příslušnost k jakémukoli jinému křesťanskému vyznání. Situace byla zcela jiná o dvě století dříve, kdy papež Pavel V. zakázal anglickým příslušníkům své církve skládat přísahu věrnosti králi Jakubovi I., což ne všichni dodržovali.
V 19. století také někteří významní anglikánští teologové, například William Palmer a John Keble, podporovali teorii větví, podle níž měla univerzální církev tři hlavní větve: anglikánskou, římskou a východní. Ve vydání časopisu The Christian Observer z roku 1824 byl termín římský katolík definován jako příslušník „římské větve církve“. V roce 1828 se v projevech v britském parlamentu běžně používal termín římský katolík a hovořilo se o „Svaté římskokatolické a apoštolské církvi“.
Ve Spojených státech začalo používání termínu „římský katolík“. Počet katolíků zde začal výrazně narůstat až na počátku 19. století. Stejně jako výraz „papist“ („papeženec“) byl i výraz „Romanist“ („římský katolík“) v té době často používán jako převážně pejorativní označení římských katolíků. V roce 1790 bylo v New Yorku pouze 100 katolíků a v celé zemi asi 30 000 katolíků, přičemž kněží bylo pouze 29. Vzhledem k tomu, že počet katolíků ve Spojených státech v letech 1815–1850 rychle vzrostl ze 150 000 na 1,7 milionu, především díky přistěhovalectví z Irska a Německé konfederace, přišlo za nimi mnoho duchovních, kteří sloužili této populaci, a byly zakládány římskokatolické farnosti. Termíny „římskokatolická“ a „svatá římská katolická“ se tak v 19. století ve Spojených státech rozšířily jak v lidovém užívání, tak v oficiálních dokumentech. V roce 1866 se americký prezident Andrew Johnson zúčastnil zasedání Sněmu římskokatolické církve.

#### Teorie větví
Hlavní články: Teorie větví a Kritika katolické církve

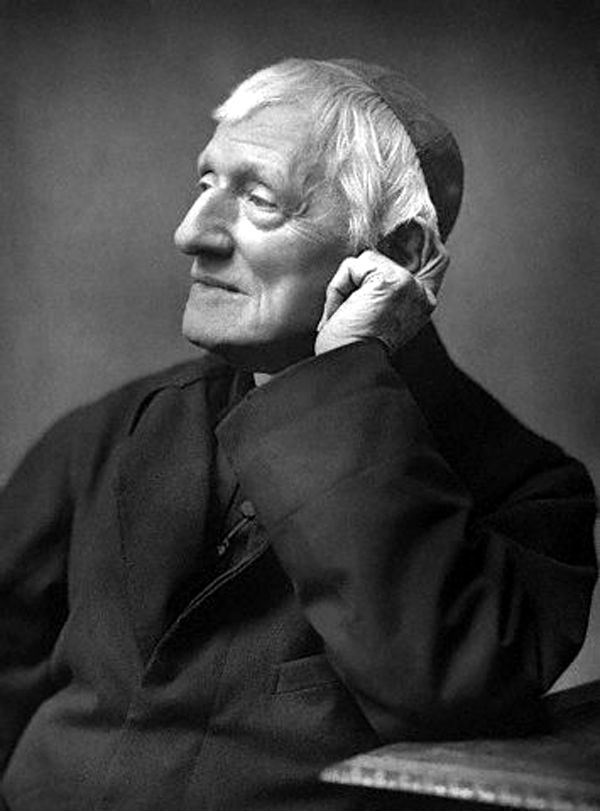
Teorie větví byla zpopularizována během anglikánského oxfordského hnutí, jehož členem byl i John Henry Newman. Newman později od tohoto přesvědčení upustil a konvertoval ke katolické církvi.

O názvu „římskokatolická církev“ se někdy vedou spory, když jej používají příslušníci jiných církví, aby naznačili, že církev v plném společenství s Římem je pouze jednou částí jedné, svaté, katolické a apoštolské církve. Tento argument je spojen zejména s teorií větví, kterou zastávají mnozí anglikáni a podle níž je církev ve společenství s papežem pouze jednou větví rozdělené katolické církve, jejímiž dalšími dvěma hlavními větvemi jsou pravoslavná církev a anglikánství.[zdroj?]
V roce 1864 Svaté oficium odmítlo teorii větví a v dopise anglickým biskupům potvrdilo, že římská církev není jen částí katolické církve, a uvedlo, že „neexistuje žádná jiná katolická církev než ta, která je postavena na jediném muži, Petrovi“. V roce 1870 vznesli angličtí biskupové účastnící se prvního vatikánského koncilu námitky proti výrazu Sancta Romana Catholica Ecclesia („Svatá římskokatolická církev“), který se objevil ve schématu (návrhu) koncilní dogmatické konstituce o katolické víře. Biskupové navrhovali, aby bylo vypuštěno slovo „římská“ nebo aby byly mezi přídavná jména vloženy alespoň čárky, a to z obavy, že by použití výrazu „římskokatolická“ poskytlo podporu zastáncům teorie větví. Ačkoli koncil tento návrh drtivou většinou odmítl, text byl nakonec upraven tak, aby zněl „Sancta Catholica Apostolica Romana Ecclesia“, což se do češtiny překládá buď jako „Svatá katolická apoštolská římská církev“, nebo po oddělení jednotlivých adjektiv jako „svatá, katolická, apoštolská a římská církev“.

### 20. století
Země, které uznávají katolickou církev jako státní církev nebo jako tolerovanou církev, běžně používají v ústavních dokumentech název „římskokatolická církev“, avšak Svatý stolec ani biskupové v plném společenství s papežem tento oficiální název jako označení své víry nebo instituce nepreferují.
Od roku 1937 do roku 1972 používala irská ústava rozšířený název církve, který uznával „zvláštní postavení ,Svaté katolické apoštolské a římské církveʻ“. Anglikánský dublinský arcibiskup měl námitky proti „katolické církvi“ a citoval Tridentský koncil pro delší název, který schválili Eugenio Pacelli a papež Pius XI. Stejný rozšířený název je použit v irském zákoně z roku 2009.
Američtí katolíci, kterých bylo v roce 1900 12 milionů a kteří měli převážně irské duchovenstvo, se ohrazovali proti tomu, co považovali za hanlivé termíny Popish (papežský) a Romish (římský), a dávali přednost termínu Roman Catholic (římskokatolický). Používání termínu „římskokatolická“ se ve Spojených státech a Kanadě na počátku 20. století nadále šířilo pro označení jednotlivců, farností a jejich škol. Například ve Zprávě komisaře pro školství Spojených států z roku 1915 byla zvláštní část věnována „římskokatolickým farním školám“. Do roku 1918 se v soudních řízeních u nejvyšších státních soudů (od Delaware po Minnesotu) a v zákonech přijatých ve státě New York používal termín „římskokatolická farnost“. Zákon státu Connecticut, naposledy revidovaný v roce 1955, rovněž předpokládá organizování farních korporací přidružených k „římskokatolické církvi“.
Baltimorský katechismus, oficiální katechismus schválený katolickými biskupy Spojených států v letech 1885–1965, uvádí: „Proto se nazýváme římskými katolíky, abychom ukázali, že jsme spojeni se skutečným nástupcem svatého Petra“ (otázka 118), a v otázkách 114 a 131 se o církvi hovoří jako o „římskokatolické církvi“. Používání názvu „římskokatolická církev“ se však v Katechismu katolické církve, který byl poprvé vydán v roce 1992, neobjevuje.

## Současné použití
„Římskokatolický“ se používá pro osoby nebo jako označení pro bohoslužby, farnosti, svátky atd., zejména pro zdůraznění společenství s papežem v Římě. Někdy se také ztotožňuje s „katolickým“ obecně nebo pro upřesnění „západního katolíka“ (ekvivalent „latinského katolíka“) a „katolíka římského ritu“ v kontrastu s východními katolíky, kteří také sdílejí společenství s papežem.

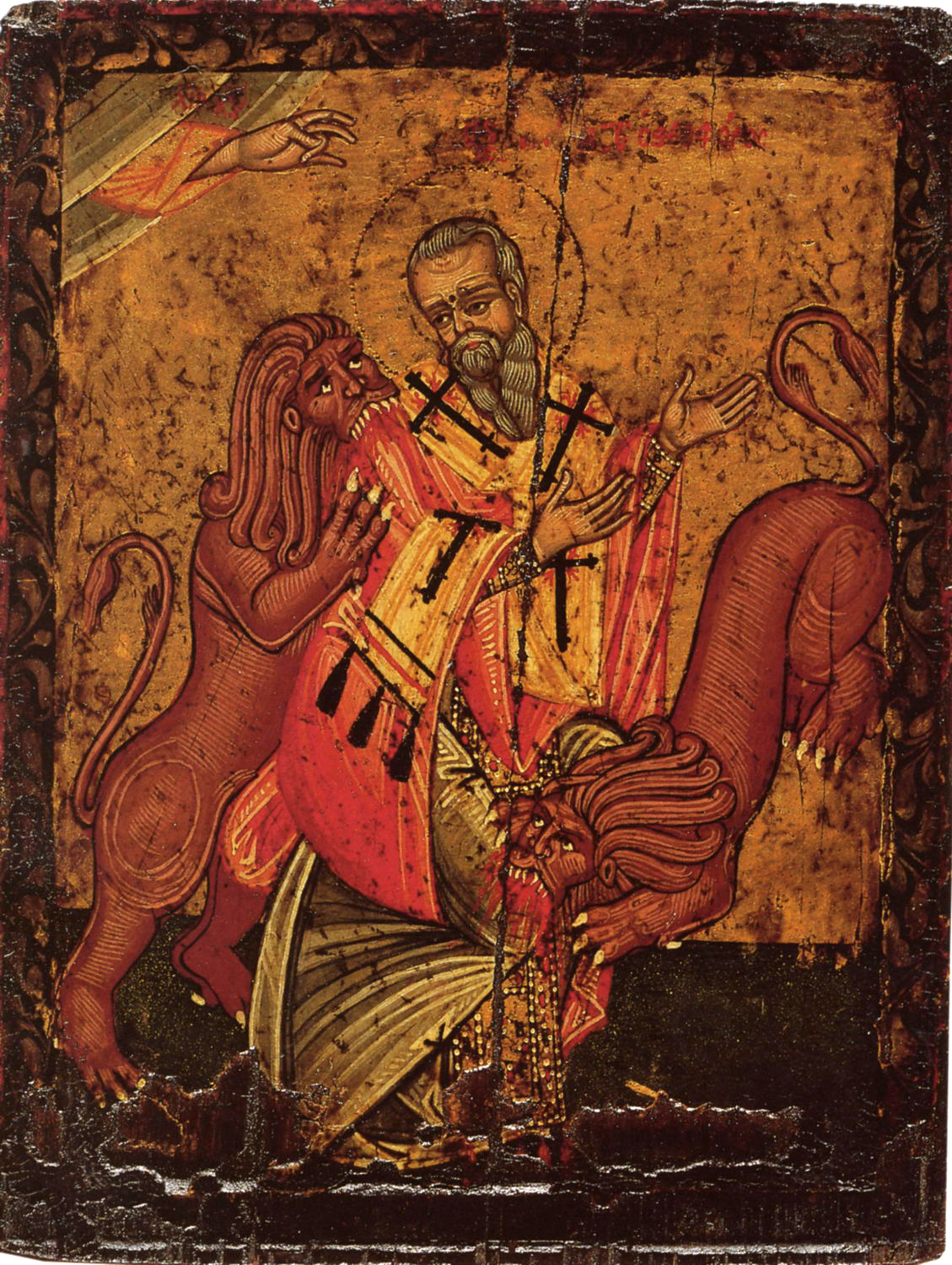
Svatý Ignác Antiochijský poprvé použil termín „katolická církev“ (což doslova znamená univerzální církev) ve svém dopise Smyrňanům kolem roku 107 n. l.

„Katolická církev“ (nebo „církev“) se používá v moderních oficiálních dokumentech Svatého stolce, včetně Katechismu katolické církve (1990), Kodexu kanonického práva (1983). Používá se také v ekumenických koncilových dokumentech Druhého vatikánského koncilu (1962–1965), Prvního vatikánského koncilu (1869–1870) a Tridentského koncilu (1545–1563) a v mnoha dalších dokumentech.
„Římskokatolická církev“ se v oficiálních textech Svatého stolce používá také pro označení celé církve, která je s ním v plném společenství a zahrnuje jak východní, tak západní prvky. To se odráží v příručkách, jako je Moderní katolický slovník Johna Hardona. Ve vztazích s jinými církvemi často používá název „římskokatolická církev“, který používá i uvnitř církve, i když méně často. Používání „římská“, „svatá“ a „apoštolská“ církev přijímá jako popisná pojmenování.
V 21. století se tyto tři termíny – „katolická církev“, „římskokatolická církev“ a „Svatá římskokatolická církev“ – nadále objevují v různých knihách a dalších publikacích.[zdroj?]

### „Římskokatolická“ a „katolická“
Oficiální církevní dokumenty používají termíny „katolická církev“ i „římskokatolická církev“ pro označení celosvětové církve jako celku, včetně východních katolíků, jako když papež Pius XII. v dokumentu Humani generis učil, že „mystické tělo Kristovo a římskokatolická církev jsou jedna a tatáž věc.“ Oficiální dokumenty jako Divini Illius Magistri, Humani generis, prohlášení z 23. listopadu 2006 a další z 30. listopadu 2006 také používají termín „římskokatolická“, aby o ní mluvili jako o celku.
Podle J. C. Coopera „v obecném užívání ,katolickýʻ obvykle znamená ,římskokatolickýʻ,“ proti čemuž se staví někteří, včetně některých protestantů. „Katolický“ obvykle označuje příslušníky některé z 24 partikulárních církví, jedné západní a 23 východních.[zdroj?]
Někteří autoři, jako například Kenneth Whitehead a Patrick Madrid, však tvrdí, že jediným správným názvem pro církev je „katolická církev“. Whitehead uvádí, že „termín římskokatolická církev sama nepoužívá; je to relativně moderní termín, který je navíc z velké části omezen na anglický jazyk. Anglicky mluvící biskupové na Prvním vatikánském koncilu v roce 1870 totiž vedli energickou a úspěšnou kampaň, aby zajistili, že termín římskokatolický nebude nikde uveden v žádném z oficiálních dokumentů koncilu o samotné církvi, a tento termín tam nebyl zahrnut.“ Whitehead také uvádí, že „správný název církve je tedy ,katolická církevʻ, nikdy ne ,křesťanská církevʻ.“ Kardinál Walter Kasper tvrdil, že termín „římskokatolický“ by se neměl používat pro označení celé katolické církve, a uvedl, že tento termín by „zdůrazňoval římský a zlehčoval katolický“.
Reverend Bud Heckman uvádí, že „představitelé katolické církve jsou občas nuceni používat v některých dialozích, zejména v ekumenickém prostředí, termín ,římskokatolická církevʻ, protože někteří jiní křesťané považují své vlastní církve také za autenticky katolické.“ Například v dialogu s anglikánským arcibiskupem z Canterbury Donaldem Cogganem 29. dubna 1977 byl použit termín římskokatolická církev.

### „Římskokatolická“ a „Východní katolická“
Někteří používají termín „římský katolík“ pro označení katolíků latinské církve, kteří se převážně (ale ne výhradně) řídí římským ritem, na rozdíl od východních katolíků. Příkladem je tvrzení v knize Když se ostatní křesťané stávají katolíky: „jednotlivec se stává východním katolíkem, nikoliv římským katolíkem“. V této souvislosti jsou konvertité z východních pravoslavných nebo starobylých východních církví zapsáni do nejbližší odpovídající východní katolické církve podle kanonického práva. Podobně se v Příručce katolické víry pro mládež uvádí, že „ne všichni katolíci jsou římští katolíci a existují i jiné katolické církve“, přičemž termín „římský katolík“ se používá pouze pro příslušníky latinské církve.
Někteří východní katoličtí autoři rozlišují mezi římskými a východními katolíky. Kromě toho se v jiných jazycích používání značně liší. Někteří autoři, kteří rozlišují mezi „římskými katolíky“ a „východními katolíky“, možná nerozlišují východní katolíky od latinských nebo západních katolíků obecně, ale pouze od těch (většiny latinských katolíků), kteří používají římský liturgický ritus. Adrian Fortescue toto rozlišení výslovně uvedl, když řekl, že stejně jako se „arménský katolík“ používá pro označení katolíka, který používá arménský obřad, „římský katolík“ by se mohl používat pro označení katolíka, který používá římský obřad. V tomto smyslu, řekl, ambrosiánský katolík, i když je členem latinské nebo západní církve, není „římský“ katolík. Připustil však, že toto užívání je neobvyklé.
Někteří východní katolíci sice tvrdí, že jsou v jednotě s římským biskupem, ale odmítají, aby se označovali jako „římští katolíci“. Jiní se však historicky označují jako „římští katolíci“ a „římský katolík“ se někdy objevuje ve složeném názvu východních katolických farních kostelů, např. Maronitský římskokatolický kostel svatého Antonína. V akademické literatuře se také používá výraz „římskokatolický“ pro označení východních katolických těles a osob.[zdroj?]
Pravoslavní křesťané někdy používají termín „uniaté“ (někdy psáno „uniat“) pro označení východních katolických církví, které byly dříve východními nebo východními pravoslavnými, ačkoli někteří považují tento termín za hanlivý. Oficiální katolické dokumenty již tento termín nepoužívají kvůli jeho vnímanému negativnímu podtextu. Podle Johna Ericksona z pravoslavného teologického semináře svatého Vladimíra „samotný termín ,uniatʻ, kdysi s hrdostí používaný v římském společenství, začal být již dávno považován za pejorativní. ,Katolík východního obřaduʻ už také nebyl v módě, protože by mohl naznačovat, že dotyční katolíci se od latiníků liší pouze vnějšími znaky bohoslužby.“ Podle Richarda Johna Neuhause II. vatikánský koncil spíše potvrdil, že „východní katolíci tvoří církve, jejichž posláním je poskytovat most k odděleným církvím Východu.“

### „Římskokatolická“ a ostatní katolické
V širším slova smyslu se pojem „katolík“ odlišuje od pojmu „římský katolík“, který označuje věrnost římskému biskupovi, tj. papeži. Při takovém použití se výraz „katolík“ vztahuje také na mnoho dalších křesťanů, zejména na pravoslavné a anglikány, ale také na další, včetně starokatolíků a členů různých nezávislých katolických církví, kteří se považují za příslušníky „katolické“ tradice. Označují se za „katolíky“, ale nejsou „římskými katolíky“ a nepodléhají autoritě papeže. Podobně píše Henry Mills Alden:
Různé protestantské sekty nemohou tvořit jednu církev, protože nemají žádné vzájemné společenství... Každá protestantská církev, ať už metodistická, baptistická nebo jakákoli jiná, je všude v dokonalém společenství sama se sebou jako římskokatolická; a v tomto ohledu tedy římskokatolická nemá žádnou výhodu ani převahu, s výjimkou počtu. Jako další nutný důsledek je zřejmé, že římskokatolická církev není v žádném smyslu katoličtější než metodistická nebo baptistická.
Podle tohoto názoru „pro ty, kdo ,patří k církviʻ, je výraz metodistický katolík, presbyteriánský katolík nebo baptistický katolík stejně správný jako výraz římský katolík. Znamená prostě ten soubor křesťanských věřících na celém světě, kteří se shodují ve svých náboženských názorech a přijímají stejné církevní formy.“

### Papežská veřejná komunikace
Papež Jan Pavel II. se označil za „hlavu římskokatolické církve“ (29. září 1979). Církev nazval „římskokatolickou“, když promlouval k židovské komunitě v Mohuči 17. listopadu 1980, v poselství k oslavencům 450. výročí Confessio Augustana 25. června 1980, při projevu k obyvatelům belgického Mechelenu 18. května 1985, při rozhovoru se zástupci křesťanských konfesí v dánské Kodani 7. června 1989, při proslovu k delegaci ekumenického patriarchátu v Konstantinopoli 29. června 1989, na zasedání ukrajinského synodu v Římě 24. března 1980, na modlitebním setkání v pravoslavné katedrále v polském Bialystoku 5. června 1991, při promluvě k polské ekumenické radě v kostele Nejsvětější Trojice ve Varšavě 9. června 1991,na ekumenickém setkání v Aula Magna Colégio Catarinense ve Florianópolisu v Brazílii 18. října 1991 a při modlitbě Anděl Páně v brazilském São Salvadoru da Bahia 20. října 1991.
Papež Benedikt XVI. ji nazval „římskokatolickou církví“ na setkání ve Varšavě 25. května 2006 a ve společných prohlášeních, která podepsal s arcibiskupem z Canterbury Rowanem Williamsem 23. listopadu 2006 a s konstantinopolským patriarchou Bartolomějem I. 30. listopadu 2006.